# オッピド・マメルティーナ
オッピド・マメルティーナ（イタリア語: Oppido Mamertina）は、イタリア共和国カラブリア州レッジョ・カラブリア県にある基礎自治体（コムーネ）。人口は約5,200人である。

## 地理

### 位置・広がり

#### 隣接コムーネ
隣接するコムーネは以下の通り。
- コゾレート
- プラティ
- リッツィーコニ
- サン・プロコーピオ
- サンタ・クリスティーナ・ダスプロモンテ
- セミナーラ
- シノーポリ
- タウリアノーヴァ
- ヴァラポーディオ

## 行政

### 分離集落
オッピド・マメルティーナには、以下の分離集落（フラツィオーネ）がある。
- Castellace, Messignadi, Piminoro, Tresilico, Quarantano